# St. Leonhard (Remshart)

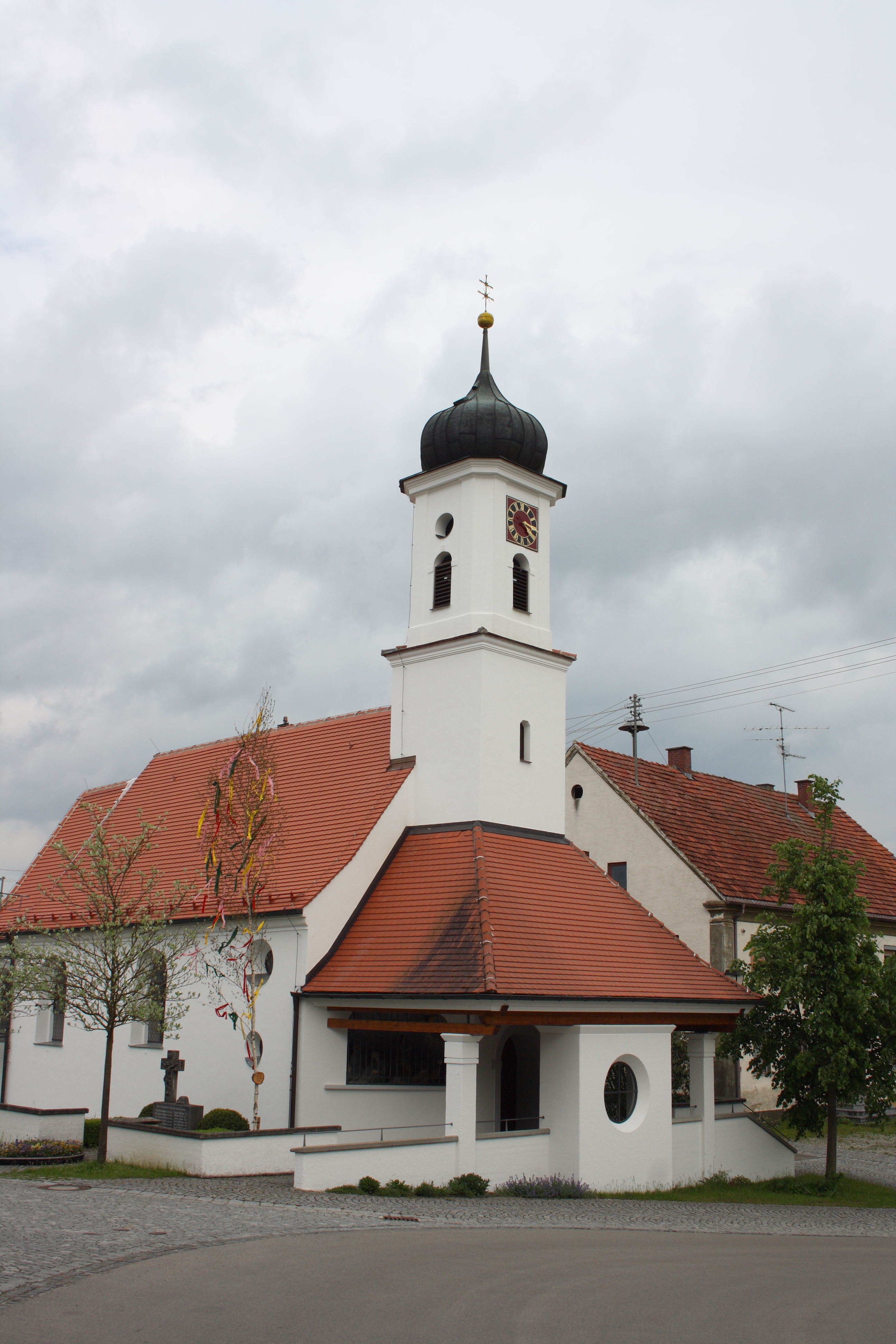
St. Leonhard in Remshart

Die römisch-katholische Pfarrkuratiekirche St. Leonhard steht in Remshart, einem Gemeindeteil von Rettenbach im schwäbischen Landkreis Günzburg in Bayern. Das denkmalgeschützte Bauwerk ist  in der Liste der Baudenkmäler in Rettenbach unter der Nr. D-7-74-174-15 eingetragen. Die Kirche gehört zum Dekanat Günzburg des Bistums Augsburg.

## Beschreibung
Das Langhaus und der Kirchturm auf quadratischem Grundriss im Westen wurden in der ersten Hälfte des 17. Jahrhunderts erbaut. Sein oberstes Geschoss mit abgeschrägten Ecken, auf dem eine Zwiebelhaube sitzt, beherbergt den Glockenstuhl und die Turmuhr. Der eingezogene, dreiseitig geschlossene Chor im Osten der Saalkirche stammt aus dem 13. Jahrhundert. Der Innenraum des Langhauses ist mit einer Flachdecke überspannt, der des Chors mit einem Stichkappengewölbe. Die Fresken im Chor, auf denen der Gute Hirte dargestellt ist, wurden im dritten Viertel des 18. Jahrhunderts eingefügt. Der Hochaltar wurde Ende des 19. Jahrhunderts aufgestellt. Das Altarretabel wurde von Johann Anwander bemalt. Er wird von den Statuen der beiden Johannes flankiert, die dem Umkreis von Christoph Rodt zugeschrieben werden. Für Johann Christoph von Westerstetten wurde ein Epitaph mit einer Abbildung des Christophorus gebaut.